# Myrioblephara subtrita
Myrioblephara subtrita là một loài bướm đêm trong họ Geometridae.